# Hyperbola GNU/Linux-libre
Hyperbola GNU/Linux-libre é um sistema operacional que funciona nas plataformas i686 e x86-64. Ele é baseado nos snapshots da Arch e também se baseia no desenvolvimento e segurança do Debian. Inclui todos os programas e ferramentas do sistema operacional GNU e o núcleo do Linux-libre ao invés do núcleo genérico do Linux. Hyperbola GNU/Linux-libre foi listado pela Free Software Foundation por ser um sistema operacional completamente livre, fiel às suas diretrizes Free System Distribution Guidelines (que traduzida significa Diretrizes para Distribuições de Sistemas Livres).
Diferente da Arch, Hyperbola usa o modelo de suporte de longo prazo como Debian, um modelo que estende o período de manutenção de software e altera o tipo e a frequência da aplicação de atualizações de software (patches) para reduzir riscos, custos e disrupções na implantação de software, enquanto promove dependabilidade do software.

## História
Hyperbola nasceu na 17ª edição do evento, Fórum Internacional de Software Livre, realizado em Porto Alegre, Brasil. Porém, seu desenvolvido começou oficialmente, em 15 de Abril de 2017, e na mesma época foram criados seu canal oficial do IRC, localizado na Freenode, e seu primeiro servidor web, hospedado no Gandi. O site oficial subiu ao ar pela primeira vez, em 20 de maio de 2017. A primeira versão estável foi lançada em 13 de Julho de 2017.
No dia 5 de agosto de 2017, Hyperbola resolveu abandonar o systemd, e utilizar o OpenRC como o seu sistema de inicialização padrão, para apoiar a campanha Init Freedom (que traduzida significa Liberdade da Inicialização), criada pelo Devuan.
No dia 6 de dezembro de 2018, Hyperbola foi a primeira distribuição Brasileira  reconhecida como projeto completamente livre pela GNU, tornando-se parte da lista de distribuições livres da FSF.
No dia 23 Setembro de 2019, Hyperbola anunciou o seu primeiro lançamento com a implementação do Xenocara como servidor gráfico padrão para o X Window System e o LibreSSL como sua biblioteca de criptografia de sistema padrão. 

## Nome de Origem
O nome Hyperbola foi uma ideia do membro Crazytoon (um dos fundadores do Hyperbola) que tinha planos em desenvolver Hyper Bola, uma nova modificação do personagem Bola, adaptado como o mascote oficial da Hyperbola. A junção das palavras Hyperbola (que traduzida significa "Hipérbole") e o nome planejado do seu personagem resultavam em um jogo de palavras, e por tanto Hyperbola foi o nome escolhido pelos seus fundadores.

## Contrato Social
Hyperbola possui um Contrato Social. O contrato social Hyperbola Social Contract (que traduzido significa Contrato Social da Hyperbola), refere-se ao compromisso com a comunidade de software livre, cultura livre, privacidade, estabilidade e as regras de empacotamento da Arch, porém com os princípios de estabilidade, desenvolvimento e manutenção da Debian. Através do compromisso, estão incluídas da Diretrizes para Distribuições de Sistemas Livres da Free Software Foundation.

## Desenvolvimento

### Diretrizes de empacotamento
Hyperbola possui suas próprias diretrizes de empacotamento, chamado de Hyperbola Packaging Guidelines (que traduzida significa Diretrizes de Empacotamento da Hyperbola). Essas diretrizes contém uma coleção de questões comuns e as severidades que deveriam ser colocadas no seu desenvolvimento como o backporting, lançamentos de pacotes e os parches da Debian.

### Nome das Versões
Além das versões numéricas, Hyperbola coloca alias nos seus lançamentos estáveis, usando nomes de galáxias como nomes de códigos, para identificar seus diferentes lançamentos, em ordem ascendente de distancia, da lista de galáxias próximas da Via Látea.

### Tempo de lançamento das versões
Uma versão estável do Hyperbola é lançada a cada 3 anos, aproximadamente. Por cada lançamento da Hyperbola, recebe adicionalmente 2 anos de atualizações de segurança extra, feitas pela equipe até o final do período de desenvolvimento dessa versão. Porém, não são feitos lançamentos pontuais nessa fase de desenvolvimento. Agora cada lançamento da Hyperbola, pode receber num total de 5 anos de segurança.

## Instalação
Existem duas formas de instalar o Hyperbola GNU/Linux-libre: instalando o sistema "do zero", através das imagens live , ou migrando de uma instalação já existente de sistemas, baseadas na Arch.